# 彼岸花 (映画)
『彼岸花』（ひがんばな）は、小津安二郎監督による1958年製作・公開の日本映画である。小津の監督作品としては初のカラー映画。松竹大船撮影所製作、松竹配給。日本では同年9月7日に公開された。

## 解説

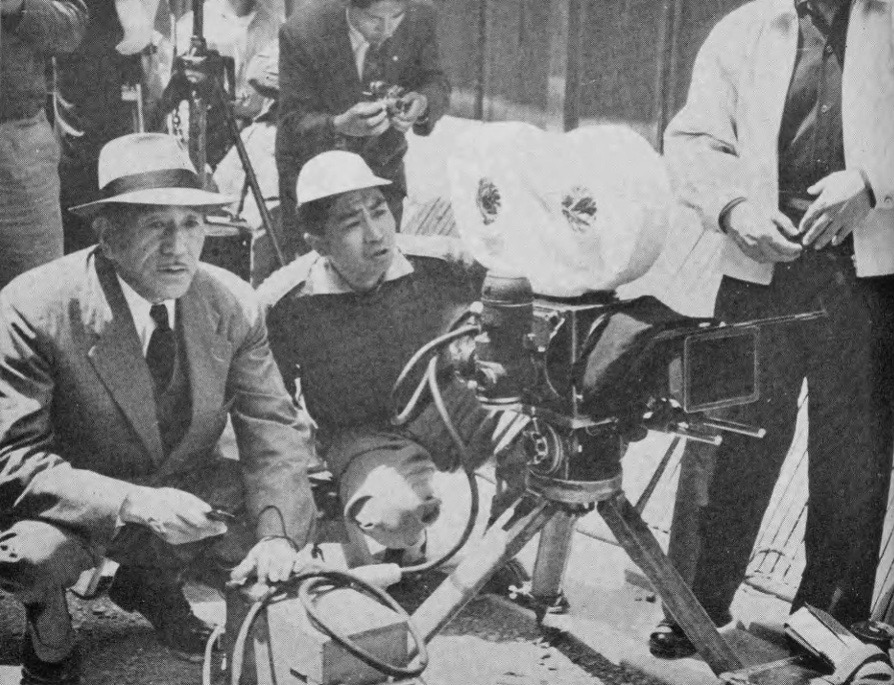
『彼岸花』を演出中の小津安二郎

クレジットには、「原作里見弴」と記されているが、里見の小説『彼岸花』（『文藝春秋』1958年6月、角川書店刊）が、本作の先にあったわけではない。かねてより里見の小説に強い影響を受け、また鎌倉に暮らし里見と親交のあった小津が、里見の原作を映画にしたいと申し出たところ、里見が、映画化されることを前提に新作を書き下ろすことになった。その結果、里見、小津、脚本家野田高梧の三者で構想した大まかな筋のもと、小説、シナリオ別々に作られたものである。そのため、本作にとっての小説『彼岸花』は、通常の意味での「原作」ではない。実際、小説と本作とでは、多少の差異がみられる。ちなみに、2年後の『秋日和』もこの方式で作られることになる。本作は、松竹の監督だった小津が、ライバル会社大映のスター女優・山本富士子を招いて撮った作品であり、そのお返しとして翌年、小津は大映で『浮草』を監督することになる。山本以外にも有馬稲子、久我美子という当時の人気女優たちが競演して小津初のカラー作品を華やかなものにしている。
初めてのカラーとなった本作を製作するにあたり、小津は西ドイツ（現：ドイツ）のアグフア（現在のアグフア・ゲバルト）社のカラーフィルムを選んだ。当時の映画用カラーフィルムは実質的な選択肢として、アメリカのコダック、西ドイツのアグフア、日本の富士フイルムの3つがあったが、その中で小津がアグフアを選んだ理由は赤の発色の良さであり、かねてから小津のためのカラーフィルム選定をしていたカメラマンの厚田雄春がドイツ映画『枯葉』（監督ヴォルフガング・シュタウテ、1957年）を見てアグフアカラーの色の良さを気に入り、小津も同感して決めた。作品中でも小道具としてさりげなく赤いやかんが用いられている。また、料亭の場面などで使われた器や茶碗、装飾品類はすべて本物の書画骨董であり、総額は2,000万円にも上った。
佐分利信、中村伸郎、北竜二が演じる旧友三人組は『秋日和』でも形を変えて再登場することになる。

## あらすじ
大手企業の常務である平山渉（佐分利信）は、旧友の河合（中村伸郎）の娘の結婚式に、同期仲間の三上（笠智衆）が現れないことを不審に思っていた。実は三上は娘の文子（久我美子）が家を出て男と暮らしていることに悩んでおり、幸せな結婚を見るのがつらくて欠席したのだった。三上の頼みで平山は銀座のバーで働いているという文子の様子を見に行くが、文子は父への不満を述べ、家に帰るつもりはなさそうだ。
平山の馴染みの京都の旅館の女将である佐々木初（浪花千栄子）と、その娘の幸子（ゆきこ、山本富士子）が相次いで平山の家を訪れる。初は娘に良い縁談をと奔走しているが、幸子には一向に結婚する気がない。幸子は平山の長女の節子（有馬稲子）に対し、親が面倒なことを言ってきたらそのときは協力し合おうと提案し、指切りの約束をする。
平山は節子の結婚相手の候補として家柄のいい男性を見つけていたが、ある日会社に現れた谷口（佐田啓二）という男から、自分が節子と付き合っていること、広島への転勤が迫っているのでその前に結婚を認めてほしいことを伝えられて驚く。帰宅した平山は節子を厳しく叱責するが、節子は自分の幸せは自分で探したいと言い、二人の間は険悪なものになる。妻の清子（田中絹代）や次女の久子（桑野みゆき）も間に入って取りなそうとするが、平山は頑なになるばかりだ。
そんなある日、幸子が単身東京にやってきて、母親が自分を無理に結婚させようとするので家を出てきたと平山に愚痴を言う。実は幸子は節子のためにひと芝居打ったのだったが、それとは知らぬ平山は、親のいうことなんか聞くことはないとものわかりのいい態度を取る。言質を取った幸子はそのことを電話で節子に告げ、これを転機に、母や河合を中心にして節子と谷口の結婚話が本格的に進み出す。平山は頑なな態度を崩そうとせず、結婚式にも出ないと言い続けるが、直前になってやっと出席することを決める。
蒲郡でのクラス会の後、京都に足を伸ばした平山は、初と幸子の旅館で二人と話し、結婚式の後でここに泊まりに来た節子と谷口がいかに幸せそうだったかを聞く。二人の勧めで、平山は二人が暮らす広島へと向かうのだった。

## 配役

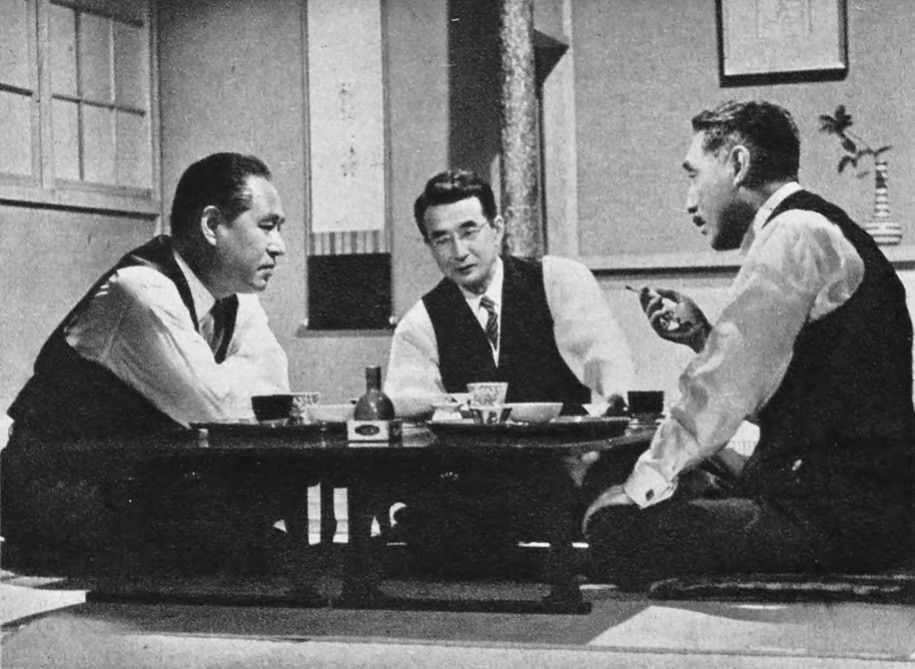
佐分利信、中村伸郎、北竜二

- 平山渉：佐分利信
- 平山清子：田中絹代
- 平山節子：有馬稲子
- 平山久子：桑野みゆき
- 谷口正彦：佐田啓二
- 近藤庄太郎：高橋貞二
- 三上周吉：笠智衆
- 三上文子：久我美子
- 佐々木幸子：山本富士子（大映）
- 佐々木初：浪花千栄子
- 長沼一郎：渡辺文雄
- 河合利彦：中村伸郎
- 堀江平之助：北竜二
- 料亭「若松」の女将：高橋とよ
- 女給・アケミ：桜むつ子
- 派出婦・富沢：長岡輝子
- 曽我良造：十朱久雄
- 列車給仕：須賀不二男
- 同窓生・菅井：菅原通済
- 同窓生・中西：江川宇礼雄
- 林：竹田法一
- 同窓生：小林十九二
- 河合伴子（花嫁）：清川晶子
- バーテン：末永功

## スタッフ
- 監督：小津安二郎
- 脚本：野田高梧、小津安二郎
- 原作：里見弴
- 製作：山内静夫
- 撮影：厚田雄春
- 美術：浜田辰雄
- 編集：浜村義康
- 録音：妹尾芳三郎
- 照明：青松明
- 色彩技術：老川元薫
- 監督助手：山本浩三
- 撮影助手：川又昂
- 音楽：斎藤高順

## 作品データ
- 製作：松竹大船撮影所
- フォーマット：カラー、スタンダードサイズ（1.37:1）、モノラル
- 初回興行：東劇

## 受賞
- 第32回キネマ旬報ベスト・テン第3位
- 第9回ブルーリボン賞主演女優賞（山本富士子）
- 文部省芸術祭芸術祭賞